# Veľká Lomnica
Veľká Lomnica (allemand : Großlomnitz ) est un village de Slovaquie situé dans la région de Prešov.

## Histoire
Première mention écrite du village en 1257.

## Démographie

### Évolution de la population
| Année:               | 1994. | 2004.    | 2014.    | 2024.    |
| -------------------- | ----- | -------- | -------- | -------- |
| Nombre de personnes: | 3252  | 3760     | 4536     | 5529     |
| Différence:          |       | +15,62 % | +20,63 % | +21,89 % |

| Année:               | 2023. | 2024.   |
| -------------------- | ----- | ------- |
| Nombre de personnes: | 5380  | 5529    |
| Différence:          |       | +2,76 % |